# Soputan
De Soputan is een stratovulkaan op het Indonesische eiland Sulawesi in de provincie Noord-Sulawesi. De top heeft een hoogte van 1784 meter. Het gebied rondom de vulkaan is onbewoond.

## Uitbarstingen
In 2004 barstte de vulkaan uit waarbij lava naar beneden stroomde langs de zuidwestelijke helling. Er vielen hierbij, voor zover bekend, geen doden.
Op de ochtend van 6 juni 2008 barstte Soputan weer uit waarbij hete wolken van as en brokstukken 4 km naar beneden raasden en as 2 km de lucht werd ingeblazen.
Op 2 juli 2011 barstte de vulkaan wederom uit waarbij aswolken tot 6.000 meter hoog werden waargenomen.
Op 4 januari 2016 begon de vulkaan weer as uit te stoten. Later die dag volgden vier grote explosies, waarna een aswolk van 4 tot 6 km hoogte ontstond die naar het noorden wegdreef. In dorpen ten noordoosten van de vulkaan kwamen asdelen van 1–2 cm neer. Op 5 januari begon de vulkaan lava uit te spuwen en op 6 januari nam de activiteit af. Er vielen geen gewonden. Wel was er door de asregen aanzienlijke schade aan het landbouwgebied.

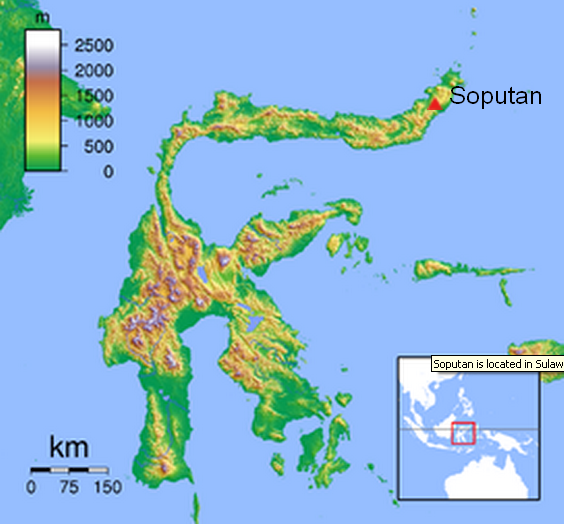
Locatie van de Soputan
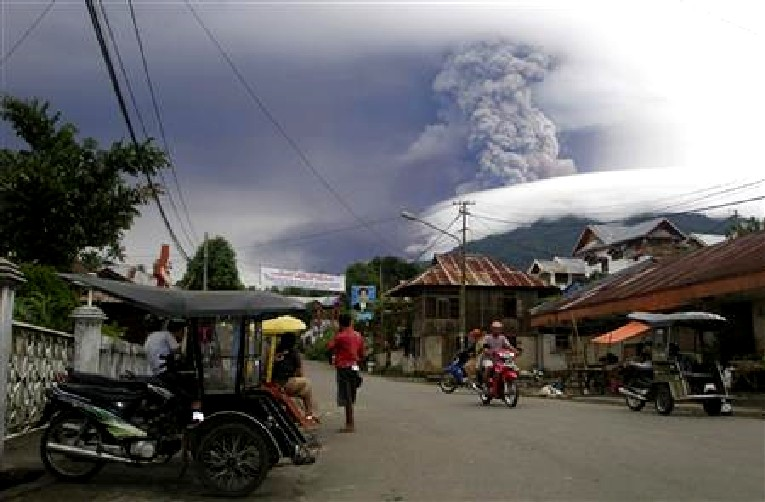
Eruptie in 2008
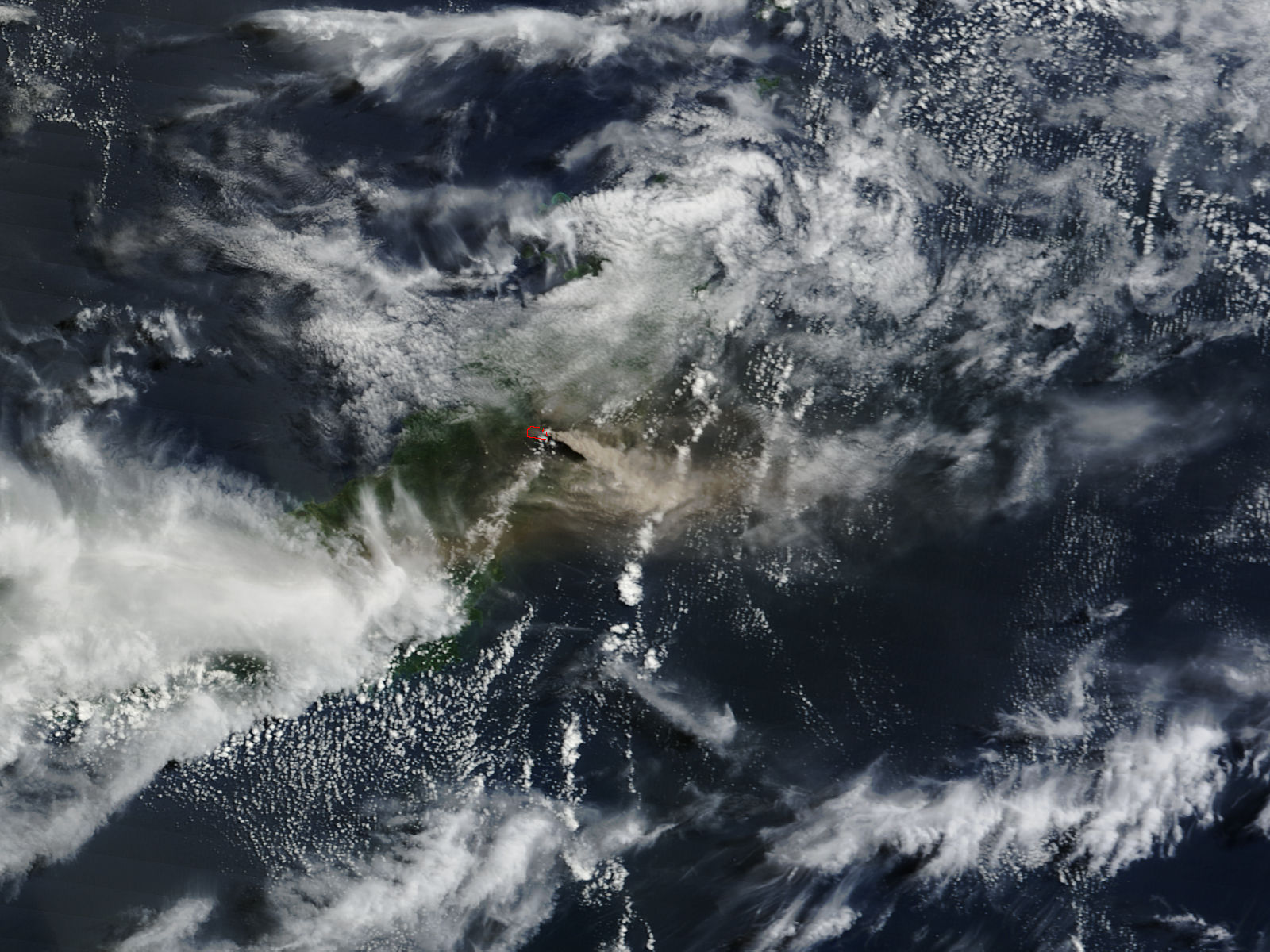
Satellietfoto van de eruptie in 2011